# Carmen (Nuevo León)
Carmen es una localidad del estado mexicano de Nuevo León, que forma parte de la Zona Metropolitana de Monterrey y es cabecera del municipio de El Carmen.

## Heráldica
Escudo de forma italiana, apergaminado, cuartelado en cruz, con escusón, bordura y divisa. 
- Cuartel diestro superior: León rampante, lampazado y coronado sobre fondo en plata.
- Cuartel siniestro superior: Representación geográfica y de los recursos naturales con cerro de Minas Viejas y río Salinas.
- Cuartel diestro inferior: Representación cultural con el templo de Nuestra Señora de Guadalupe.
- Cuartel siniestro inferior: Representación de actividades económicas: Industria (engrane) y fruticultura (nopal).

Escusón: Escudo de Armas de apellido Villarreal en honor a don Diego de Villarreal, a quien se atribuye la población definitiva del lugar.
Bordura: Nombre antiguo del municipios: Hacienda de Chipinque y año de elevación a municipio, en 1852. Divisa: Nombre actual del municipio: El Carmen, N.L.

## Toponimia
Se desconoce el origen de su nombre actual, se cree que es en honor de la Virgen del Carmen.

## Historia
En el año de 1574 el capitán Bernabé de las Casas emigró al continente americano; en la Ciudad de México o tal vez en Zacatecas conoció a Juan Navarro, se estableció primero en el Real de Minas de San Gregorio de Mazapil, Estado de Zacatecas; en este lugar casó con la hija de Juan Navarro: Beatriz, con quien pasó luego a Santiago del Saltillo, por el año 1576, donde construyó casa habitación y donde se dedicó inicialmente al comercio, desde este lugar se adentró al actual Estado de Nuevo León cuando llegó Luis de Carvajal y de la Cueva con el propósito de establecer el Nuevo Reino de León, por su parte De las Casas se dedicó a explorar las montañas con la finalidad de encontrar vetas de plata u oro, localizando algunas del primer metal, si bien no eran muy ricas, su trabajo tenaz le permitió acumular una gran fortuna, siendo uno de los principales mineros, pero también le permitió ello adquirir tierras y encomiendas de indios. 
De las casas poseyó las minas del Rosario en la hacienda de Chipinque y las de Magdalena en Abasolo, Nuevo León, las cuales explotó por algunos años para luego heredarlas a sus hijos, por partes iguales. Su hija Juliana hereda el puesto de Chipinque (Chipinque, donde nace el agua, agua que cae). 
Los ataques de los indios obligaron a doña Juliana a abandonar el punto de Chipinque. Por venta que le hace a don Diego de Villarreal e hijos se le atribuye lo que sería más tarde El Carmen Nuevo León. El 5 de febrero de 1852 nace el decreto 136 firmado por el entonces Gobernador don Agapito García y su secretario don Santiago Vidaurri, dándole la calidad de municipio. 

## Sociedad
Los pobladores se dedican a la agricultura, la ganadería y la industria. 
Por sus tradiciones como por su cercanía a Monterrey y su área metropolitana, El Carmen tiene un gran potencial de desarrollo.
Cuenta con un desarrollo social en potencia gracias a los recientes asentamientos de vivienda que actualmente están creciendo.

## Deporte
El municipio cuenta para su recreación con un parque de béisbol, en el cual es la sede de la Academia de Béisbol más importante del Noreste del país.
También cuentan con canchas de fútbol, voleibol y básquetbol.